# Austin Maestro
Austin Maestro oraz sportowa wersja tego modelu, MG Maestro, to pięciodrzwiowe hatchbacki produkowane przez brytyjską firmę Austin Rover Group. Pojazdy te zalicza się do klasy samochodów kompaktowych. Cieszyły się popularnością dzięki przestronnemu wnętrzu oraz nowoczesnym, jak na tamte czasy, rozwiązaniom technologicznym, tj. cyfrowym wyświetlaczom dostępnym w niektórych modelach. Produkcję prowadzono w Wielkiej Brytanii od początku 1983 r. do końca 1994 r., a następnie kontynuowano ją w Bułgarii i Chinach.
Na bazie Austina Maestro w 1984 r. opracowano sedana Montego w wersji notchback, który wyróżniał się większą przestrzenią bagażową i bardziej eleganckim designem, co miało przyciągnąć klientów szukających pojazdu rodzinnego.

## Historia
British Leyland powstało w 1975 r., kiedy bankrutująca spółka British Leyland Motor Corporation została znacjonalizowana. W 1977 r. urodzony w RPA Michael Edwardes został zatrudniony na stanowisku prezesa, aby rozwiązać problemy firmy. Częścią planu Edwardesa było wprowadzenie zupełnie nowej gamy modeli przeznaczonych na rynek masowy. Zaprojektowane i zbudowane przy użyciu najnowocześniejszych technologii miały zastąpić dotychczasową ofertę. Ostatecznie zdecydowano się na nową serię samochodów składającą się z modeli przeznaczonych dla klasy niższej i średniej. Pierwszy z nich, Austin Metro, wprowadzono na rynek w 1980 r.

## Projektowanie i rozwój
Nowe samochody miały zostać zbudowane na bazie tej samej platformy, różniąc się wykończeniem i stylistyką. Oba modele miały zastąpić cztery już istniejące pojazdy z brytyjskiej gamy Leyland. Model Maestro miał zastąpić Austina Allegro i Austina Maxi, podczas gdy Montego – Austina Ambassadora i Morrisa Itala, które były liftingami Leyland Princess i Morrisa Marina. Ponieważ wszystkie te samochody, poza Allegro, były produkowane w zakładzie w Cowley, taki ruch miał przynieść oszczędności wynikające z automatyzacji i elastyczności produkcji. Wspólnej platformie nadano nazwę projektu LC10, kontynuując sekwencję nazewniczą projektów Leyland Cars (LC8 stało się Austinem Mini Metro w momencie premiery w 1980 r., LC9 zastosowano w Triumphie Acclaim, kiedy został wprowadzony na rynek w 1981 r.). Wstępne prace projektowe nad LC10 rozpoczęły się w 1977 r., a wszczęcie produkcji zaplanowano na około 1980 r. W planach auta miały trafić do sprzedaży mniej więcej w tym samym czasie co Ford Escort MK3 i oryginalny Vauxhall Astra.
LC10 został zaprojektowany przez Iana Beecha pod kierownictwem projektanta British Leyland Davida Bache. Powstały dwie główne wersje nadwozia: pięciodrzwiowy hatchback i czterodrzwiowy notchback. Było to odejście od poprzednich samochodów tej marki z napędem na przednie koła, które wykorzystywały słynny układ napędowy Issigonisa z przekładnią w misce olejowej, pioniersko zastosowany w Mini. W połączeniu z silnikami serii A i R zastosowano skrzynię biegów typu end-on (co zapoczątkowała firma Fiat z Autobianchi Primula), zakupioną od Volkswagena. Zaawansowany system zawieszenia Hydragas, stosowany w poprzednich modelach BL, został porzucony ze względu na koszty. Finalnie zastosowano konwencjonalny system kolumn MacPherson z przodu i belką skrętną w stylu Volkswagena Golfa z tyłu – z dużym skokiem sprężyn. Choć takie zawieszenie było łatwiejsze do zbudowania, ograniczało przestrzeń ładunkową. Prototypy testowano nawet z rzeczywistymi elementami zawieszenia Golfa, co mogło przyczynić się do tego, że wczesne egzemplarze były podatne na problemy z łożyskami kół przednich, ponieważ Maestro był większy i cięższy niż pierwszy VW Golf.
Zdecydowano, że najpierw zostanie opracowana wersja pięciodrzwiowego hatchbacka. Nazwa „Maestro” była finalistką, gdy wybierano nazwę dla Austin Metro, a trzeci wybór („Mecz”) nigdy nie zdobył większego uznania. Wersja notchback miała być opracowana później i została oznaczona jako LM11, choć jej rozwój odbiegał od pierwotnych założeń. Ostatecznie ten model został wprowadzony na rynek jako Austin Montego podczas premiery w kwietniu 1984 roku, po decyzji British Leyland o wycofaniu marki Morris.
Produkcja rozpoczęła się w listopadzie 1982 roku, a samochód został oficjalnie wprowadzony na rynek 1 marca 1983 roku. Rozstaw osi wynosił 2510 mm, a długość 4050 mm.

## Nowatorskie funkcje
Maestro zawierał wiele nowatorskich i pionierskich funkcji w swojej klasie. Miał klejoną, laminowaną przednią szybę, jednoogniskowe reflektory, plastikowe zderzaki w kolorze nadwozia, elektroniczny system zarządzania silnikiem, regulowane górne pozycje mocowania przednich pasów bezpieczeństwa, asymetrycznie dzieloną tylną kanapę i okres międzyprzeglądowy wynoszący 19 300 km. Wersje MG i Vanden Plas były wyposażone w oprzyrządowanie półprzewodnikowe z cyfrowym prędkościomierzem i podciśnieniowymi fluorescencyjnymi wyświetlaczami analogowymi dla obrotomierza, wskaźników paliwa oraz temperatury, komputerem pokładowym i systemem syntezy mowy do ostrzeżeń i informacji.

## Późniejszy rozwój modelu
Samochód nie osiągnął aż takiego sukcesu jak zakładano. Był to szósty najlepiej sprzedający się samochód w Wielkiej Brytanii w latach 1983-1984, z ponad 80 tys. sprzedanych egzemplarzy w drugim roku produkcji. Po latach „boomu” w latach 1986-1987 sprzedaż Maestro spadła. Wczesna reputacja słabej jakości wykonania i zawodności nie pomogła. Największe problemy dotyczyły 1,6-litrowego silnika serii R, który był pospiesznie zmodyfikowanym silnikiem BMC serii E z Austin Maxi, ponieważ jednostka serii S była słabo rozwinięta i niegotowa do szerokiej produkcji. Silniki serii R miały problemy z rozruchem na gorąco i przedwczesną awarią wału korbowego. Było to szczególnie widoczne w przypadku MG Maestro 1600, który został włączony do oryginalnej gamy modeli w 1983 r. i wycofany już rok później.
Nowy silnik serii S, wyposażony w elektroniczny zapłon, pojawił się ostatecznie w lipcu 1984 r. i był montowany we wszystkich istniejących Maestro o pojemności 1,6 litra. W tym samym czasie w całej gamie dokonano kilku drobnych ulepszeń. Podstawowy model o pojemności 1,3 litra zyskał zagłówki, lusterko boczne pasażera i radio, a 1,3-litrowy HLE i 1,6-litrowy HLS otrzymały radioodtwarzacz.
W październiku 1984 r. w całej gamie wykonano więcej modernizacji sprzętu. Modele bazowe 1,3 zyskały rozkładane przednie fotele, schowki w drzwiach, blokowane korki wlewu paliwa i zegary. Modele L zyskały tapicerkę drzwi z tkaniny, ulepszoną tapicerkę i zdalnie sterowane lusterka boczne kierowcy. Model 1.6 LS zyskał pięciobiegową skrzynię biegów, a 1.3 HLE otrzymał pięciobiegową skrzynię biegów „4+E” z piątym przełożeniem nadbiegu, listwami bocznymi, tapicerką z tkaniny tweedowej i zdalnie regulowanymi lusterkami bocznymi pasażera. Automaty HLS i 1.6 zyskały przyciemniane szyby, centralny zamek, elektryczne szyby przednie, welurową tapicerkę i zmodernizowane radioodtwarzacze. MG Maestros otrzymał wersję 2-litrowego silnika z serii O, o mocy 115 KM (86 kW), z elektronicznym wtryskiem paliwa, ulepszone zawieszenie i wentylowane przednie hamulce tarczowe, kolorowe wykończenie nadwozia, przyciemniane szyby, centralny zamek i obszyte skórą kierownice. Nowy MG Maestro oferował znacznie lepsze osiągi i wyrafinowanie niż jego poprzednik.
Również w październiku 1984 r. do istniejącej gamy Maestro dołączyły modele 1.3 HL i 1.6 HL. Modele te plasowały się między modelami L i HLE.
W sierpniu 1985 roku pojawiły się modele 1.3 City i 1.3 City X. Model 1.3 City był podobny do poprzedniego modelu bazowego 1.3, natomiast 1.3 City X miał pełną wykładzinę dywanową, materiałową tapicerkę, zagłówki, tylną półkę, radio i ręcznie obsługiwane ssanie. Modele te nie miały plastikowych zderzaków, ale bardziej konwencjonalne stalowe zderzaki z plastikowymi zaślepkami, podobnymi do furgonetki Maestro.
Późniejsze wnętrze Vanden Plas to oryginalna deska rozdzielcza o wieloczęściowej konstrukcji, która zyskała reputację cienkiej i podatnej na piski, trzeszczenia i grzechoty, więc w lutym 1986 r. została zastąpiona bardziej tradycyjną deską rozdzielczą z modelu Montego. Przy tej zmianie zrezygnowano również z modułu syntezy głosu podatnego na problemy z niezawodnością. W tym samym czasie w całej gamie dokonano dalszych drobnych ulepszeń oprzyrządowania. City X zyskał pojemniki na drzwi i tylne wycieraczki. Modele L i LE zyskały tweedowe wykończenie, a HL i automat - welurową lamówkę i dodatkowe jasne wykończenie. Vanden Plas zyskał skórzane wykończenie i ulepszony elektroniczny system stereo.
BL został sprzedany British Aerospace w 1988 r., kiedy zaprzestano produkcji znaczków Austin. Asortyment został utrzymany przez głośny, ale ekonomiczny, wolnossący silnik wysokoprężny Perkins z bezpośrednim wtryskiem, który był wprowadzony na rynek w poprzednim roku. Jednak bez turbosprężarki ten model był raczej wolny. Diesel był dostępny w furgonetce Maestro już od 1986 r.
MG Maestro Turbo, wyposażony w turbodoładowaną wersję silnika 2.0 l, został zaprezentowany na targach motoryzacyjnych w październiku 1988 r. Auto trafiło do sprzedaży 17 marca 1989 r. Model osiągał prędkość maksymalną 206 km/h i przyśpieszał od 0 do 100 km/h w mniej niż 7 sekund, co czyniło go szybszym niż konkurencyjne Fordy Escorty XR3i i RS Turbo, a także Volkswageny Golfy GTI, G60, Rallye, Limited.
Po wprowadzeniu na rynek nowego Rovera 200 w październiku 1989 r., Maestro został przestawiony na niskobudżetowy samochód. W produkcji pozostały jedynie modele o podstawowej specyfikacji. Produkcja wariantu MG została przerwana w 1991 r. Większość sprzedaży miała miejsce w Wielkiej Brytanii, gdzie model osiągnął szczyt jako szósty najlepiej sprzedający się samochód z ponad 80 000 sprzedanych egzemplarzy w 1984 r., ale do 1989 r. sprzedaż spadła o połowę, kiedy to był 19. najlepiej sprzedającym się samochodem.
Produkcja w 1990 r. spadła do 38 762 sztuk, a w 1991 r. zmniejszyła się o ponad połowę do 18 450 egzemplarzy. Rok 1991 był również rokiem zakończenia produkcji wersji ze znaczkiem MG. Miejsce tych modeli w gamie Rovera skutecznie zajęły szybsze wersje hatchbacka z serii 200.

## Dane techniczne Austin Maestro
| Wersja                                                                              | Austin Maestro 1.3 Base / LE                                   | Austin Maestro 1.3 HLE                                         | Austin Maestro 1.3                                             | Austin Maestro 1.6 HLS / [automatic]                           | Austin Maestro 1.6 Vanden Plas                                 | Austin Maestro 2.0 DLX                                      | Austin Maestro 2.0 DLX Turbo                                |
| ----------------------------------------------------------------------------------- | -------------------------------------------------------------- | -------------------------------------------------------------- | -------------------------------------------------------------- | -------------------------------------------------------------- | -------------------------------------------------------------- | ----------------------------------------------------------- | ----------------------------------------------------------- |
| Okres produkcji                                                                     | 1983-1984                                                      | 1983-1986                                                      | 1983-1994                                                      | 1983-1984                                                      | 1983-1986                                                      | 1990-1992                                                   | 1992-1994                                                   |
| Silnik                                                                              | 4-cylindrowy rzędowy, 2-zaworowy                               | 4-cylindrowy rzędowy, 2-zaworowy                               | 4-cylindrowy rzędowy, 2-zaworowy                               | 4-cylindrowy rzędowy, 2-zaworowy                               | 4-cylindrowy rzędowy, 2-zaworowy                               | 4-cylindrowy rzędowy, 2-zaworowy                            | 4-cylindrowy rzędowy, 2-zaworowy                            |
| Rodzaj sinika                                                                       | BMC Austin Seria-A-Plus 1275, benzynowy                        | BMC Austin Seria-A-Plus 1275, benzynowy                        | BMC Austin Seria-A-Plus 1275, benzynowy                        | British Leyland Austin Seria-R, benzynowy                      | British Leyland Austin Seria-S, benzynowy                      | Austin/Rover MDi Perkins Prima 80T OHC, diesel              | Austin/Rover MDi Perkins Prima 80T OHC, diesel              |
| Dodatkowe funkcje                                                                   | SU HS4 (OHV – seria silników A i R), (SOHC – seria silników S) | SU HS4 (OHV – seria silników A i R), (SOHC – seria silników S) | SU HS4 (OHV – seria silników A i R), (SOHC – seria silników S) | SU HS4 (OHV – seria silników A i R), (SOHC – seria silników S) | SU HS4 (OHV – seria silników A i R), (SOHC – seria silników S) | OHC, bezpośredni wtrysk oleju napędowego                    | OHC, bezpośredni wtrysk oleju napędowego                    |
| Pojemność skokowa (cm³)                                                             | 1275                                                           | 1275                                                           | 1275                                                           | 1598                                                           | 1598                                                           | 1994                                                        | 1994                                                        |
| Skrzynia biegów                                                                     | 4-biegowa manualna                                             | 4- lub 5-biegowa manualna                                      | 4- lub 5-biegowa manualna                                      | 5-biegowa manualna lub 3-biegowa automatyczna                  | 5-biegowa manualna                                             | 5-biegowa manualna                                          | 5-biegowa manualna                                          |
| Moc maksymalna (kW)                                                                 | 47 @ 5500 rpm                                                  | 48 @ 5500 rpm                                                  | 51 @ 5800 rpm                                                  | 61 @ 5600 rpm                                                  | 63 @ 5600 rpm                                                  | 44 @ 4500 rpm                                               | 60 @ 5600 rpm                                               |
| Moc maksymalna (KM)                                                                 | 63 @ 5500 rpm                                                  | 65 @ 5500 rpm                                                  | 69 @ 5800 rpm                                                  | 83 @ 5600 rpm                                                  | 86 @ 5600 rpm                                                  | 60 @ 4500 rpm                                               | 81 @ 4500 rpm                                               |
| Maksymalny moment obrotowy (Nm)                                                     | 98 @ 3500 rpm                                                  | 102 @ 3500 rpm                                                 | 102 @ 3500 rpm                                                 | 129 @ 3500 rpm                                                 | 132 @ 3500 rpm                                                 | 121 @ 2500 rpm                                              | 158 @ 2500 rpm                                              |
| Prędkość maksymalna (km/h)                                                          | 151 (dane producenta)                                          | 153 (dane producenta)                                          | 156 (dane producenta)                                          | [162] 165 (dane producenta)                                    | 168 (dane producenta)                                          | 150 (dane producenta)                                       | 162 (dane producenta)                                       |
| Przyśpieszenie 0–100 km/h (s)                                                       | 15.1 (dane producenta)                                         | 13.5 (dane producenta)                                         | 13.0 (dane producenta)                                         | 11.8 [14.9] (dane producenta)                                  | 11.8 (dane producenta)                                         | 17.0 (dane producenta)                                      | 12.9 (dane producenta)                                      |
| Średnie zużycia paliwa Zużycie paliwa na 100 km (l) Zużycie paliwa w cyklu miejskim | przy prędkości: 90 km/h – 5,9 przy prędkości: 120 m/h – 6,3    | przy prędkości: 90 km/h – 4,7 przy prędkości: 120 m/h – 6,8    | przy prędkości: 90 km/h – 4,6 przy prędkości: 120 m/h – 6,8    | przy prędkości: 90 km/h – 5,6 przy prędkości: 120 m/h – 7,1    | przy prędkości: 90 km/h – 5,6 przy prędkości: 120 m/h – 6,1    | przy prędkości: 90 km/h – 5,1 przy prędkości: 120 m/h – 5,4 | przy prędkości: 90 km/h – 4,4 przy prędkości: 120 m/h – 5,9 |
| Średnie zużycia paliwa Zużycie paliwa na 100 km (l) Zużycie paliwa w cyklu miejskim | 8,0/max. 9,7                                                   | 7,2/max. 8,1                                                   | 7,2/max. 7,9                                                   | 6,0/max. 9,3                                                   | 7,0/max. 9,3                                                   | 5,8/max. 6,0                                                | 6,2/max. 6,5                                                |
| Waga pojazdu (kg)                                                                   | 915                                                            | 915                                                            | 905                                                            | 960                                                            | 986                                                            | 1092                                                        | 1092                                                        |

## Modele MG

### MG Maestro (1983-1984)
MG Maestro został wprowadzony na rynek w 1983 r. z 1,6-litrowym silnikiem. Miał deklarowaną moc 98 KM (72 kW), prędkość maksymalną 176 km/h i czas 0–100 km/h wynoszący 10.2 sekundy. Wersja ta borykała się z problemami mechanicznymi i już w 1984 r. wycofano ją z produkcji.
| Wersja                          | MG Metro                                                                |
| ------------------------------- | ----------------------------------------------------------------------- |
| Okres produkcji                 | 1983-1984                                                               |
| Silnik                          | 4-cylindrowy rzędowy, 2-zaworowy SOHC                                   |
| Rodzaj sinika                   | British Leyland Austin R-series, gaźnik                                 |
| Dodatkowe funkcje               | 2x Weber 40 DCNF carbs                                                  |
| Pojemność skokowa (cm³)         | 1598                                                                    |
| Moc maksymalna (kW)             | 72 @ 6000 rpm                                                           |
| Moc maksymalna (KM)             | 98 @ 6000 rpm                                                           |
| Maksymalny moment obrotowy (Nm) | 132 @ 4300 rpm                                                          |
| Prędkość maksymalna (km/h)      | 176 (dane producenta)                                                   |
| Przyśpieszenie 0–100 km/h (s)   | 10.2 (dane producenta)                                                  |
| Zużycia paliwa na 100 km (l)    | Średnie – przy prędkości: 90 km/h – 5,9/ przy prędkości: 120 km/h – 6,4 |
| Zużycia paliwa na 100 km (l)    | Cykl miejski – 8,3/ max. 9,7                                            |
| Waga pojazdu (kg)               | 965 (dane producenta)                                                   |

### MG Maestro 1600 (1983-1984)
MG Maestro 1600 był produkowany równocześnie z wprowadzonym na rynek w 1983 r. modelem MG Maestro z tym samym 1,6-litrowym silnikiem. Miał deklarowaną moc 104 KM (77 kW), prędkość maksymalną 176 km/h i czas 0–100 km/h wynoszący 10.2 sekundy. Wersja ta, podobnie jak pierwsze MG Maestro, borykała się z problemami mechanicznymi. Mimo modernizacji i podniesionej mocy, już w 1984 r. wycofano ją z produkcji.
| Wersja                          | MG Metro 1600                                                           |
| ------------------------------- | ----------------------------------------------------------------------- |
| Okres produkcji                 | 1983-1984                                                               |
| Silnik                          | 4-cylindrowy rzędowy, 2-zaworowy SOHC                                   |
| Rodzaj sinika                   | British Leyland Austin R-series, gaźnik                                 |
| Dodatkowe funkcje               | 2x Weber 40 DCNF carbs                                                  |
| Pojemność skokowa (cm³)         | 1598                                                                    |
| Moc maksymalna (kW)             | 77 @ 6000 rpm                                                           |
| Moc maksymalna (KM)             | 104 @ 6000 rpm                                                          |
| Maksymalny moment obrotowy (Nm) | 136 @ 4000 rpm                                                          |
| Prędkość maksymalna (km/h)      | 179 (dane producenta)                                                   |
| Przyśpieszenie 0–100 km/h (s)   | 9.6 (dane producenta)                                                   |
| Zużycia paliwa na 100 km (l)    | Średnie – przy prędkości: 90 km/h – 6,0/ przy prędkości: 120 km/h – 6,5 |
| Zużycia paliwa na 100 km (l)    | Cykl miejski – 8,4/ max. 9,0                                            |
| Waga pojazdu (kg)               | 965 (dane producenta)                                                   |

### MG Maestro 2.0 EFi / MG Maestro 2.0i (1984–1991)
Po krótkiej przerwie MG Maestro został ponownie wprowadzony na rynek w październiku 1984 r., tym razem z większym, 2.0-litrowym, silnikiem serii O i wtryskiem paliwa, który zapewniał znacznie lepsze osiągi niż jego poprzednik, MG Maestro 1600. Poprawiono zarówno prowadzenie, jak i osiągi, co dało Austinowi Roverowi pierwszego poważnego rywala dla Golfa GTI i Escorta XR3i. Początkowo samochód miał deklarowaną moc 113 KM (83 kW), która w 1985 r. wzrosła do 117 KM (86 kW). Podstawowy model oferował prędkość maksymalną 185 km/h i czas 0–100 km/h wynoszący 9.4 s. W roku 1987 wprowadzono wersje 2.0i, w której zamontowano elektroniczny wtrysk. Moc tego modelu się nie zmieniła i wynosiła 117 KM (86 kW).
| Wersja                          | MG Maestro 2.0 EF / MG Maestro 2.0i                                     |
| ------------------------------- | ----------------------------------------------------------------------- |
| Okres produkcji                 | 1984-1992                                                               |
| Silnik                          | 4-cylindrowy rzędowy, 2-zaworowy SOHC                                   |
| Rodzaj sinika                   | British Leyland O-Series 2.0                                            |
| Dodatkowe funkcje               | Lucas L-type elektroniczny wtrysk                                       |
| Pojemność skokowa (cm³)         | 1994                                                                    |
| Moc maksymalna (kW)             | 83-86 @ 5500 rpm                                                        |
| Moc maksymalna (KM)             | 113-117 @ 5500 rpm                                                      |
| Maksymalny moment obrotowy (Nm) | 182 @ 2800 rpm                                                          |
| Prędkość maksymalna (km/h)      | 185–190 (dane producenta)                                               |
| Przyśpieszenie 0–100 km/h (s)   | 9.4-9.0 (dane producenta)                                               |
| Zużycia paliwa na 100 km (l)    | Średnie – przy prędkości: 90 km/h – 6,0/ przy prędkości: 120 km/h – 6,8 |
| Zużycia paliwa na 100 km (l)    | Cykl miejski – 9,6/ max. 10,0                                           |
| Waga pojazdu (kg)               | 1015-1020 / 1040 (dane producenta)                                      |

### MG Maestro Turbo 1989-1991
W 1988 r. Rover Group, ze względu na prośby i naciski klientów, postanowił zaprezentować sportową wersję Austina Maestro. Na początku planowano użycie silnika 1.6 z turbodoładowaniem o mocy 125 KM (92 kW), jednak pokusa rywalizacji z zaprezentowanym w 1986 r. Golfem 1.8 GTI 16v drugiej generacji o mocy 139 KM (102 kW) wymusiła zmianę tego pomysłu. W październiku 1988 r., zaledwie kilka miesięcy od dokumentacji i od początków pracy nad projektem, Maestro Turbo został zaprezentowany w Birmingham, a na początku 1989 r. model wprowadzono na rynek. MG wyprodukowało limitowaną edycję (500 aut + 5 samochodów dla parku prasowego do testów). Był to ostatni tak spektakularny samochód Austin Rover Group. Model wykorzystał imponujący silnik 2.0, ale połączenie gaźnika, turbosprężarki i intercoolera dało mu, według danych producenta, prędkość maksymalną 206 km/h i czas 0–100 km/h wynoszący 6.9 sekundy – nieliczne seryjne kompaktowe auta tej klasy rozpędzały się do tej prędkości w mniej niż 7 sekund. Planowana rywalizacja z Golfem GTi w kwestii osiągów zakończyła się sukcesem – Maestro Turbo był jednym z najszybszych hot hatchów na świecie w chwili prezentacji. Był zdecydowanie szybszy niż większość jego konkurentów, a nawet potężne VW Golf G60, VW Golf Rallye, czy uznawany za białego kruka, wyprodukowany tylko w 71 egzemplarzach, VW Golf Limited o mocy 210 KM miał gorsze przyśpieszenie do 100 km/h. Oprócz ponad 150 KM mocy maksymalnej, osiągi Maestro Turbo były głównie spowodowane niską masą własną wynoszącą mniej niż 1,1 tony. Bodykit Maestro Turbo został zaprojektowany przez Tickforda, dodano także inne sportowe alufelgi. Wszystkie te zabiegi niewiele dały, by ukryć fakt, że wciąż był to Maestro. Sprzedaż była bardzo powolna, ponieważ  model pojawił się sześć lat po premierze Maestro.
Produkcja MG Maestro Turbo zakończyła się w 1991 r., kiedy Rover wprowadził na rynek wersje GTi nowych modeli 200 i 400, chociaż standardowy Maestro był produkowany do 1994 r.
| Wersja                          | MG Metro Turbo                                                          |
| ------------------------------- | ----------------------------------------------------------------------- |
| Okres produkcji                 | marzec 1989 - czerwiec 1991                                             |
| Silnik                          | 4-cylindrowy rzędowy, turbodoładowanie, 2-zaworowy SOHC                 |
| Rodzaj sinika                   | British Leyland O-Series 2.0, gaźnik                                    |
| Dodatkowe funkcję               | Garrett AirResearch T3 Turbo / Intercooler                              |
| Pojemność skokowa (cm³)         | 1994                                                                    |
| Moc maksymalna (kW)             | 112 @ 5100 rpm                                                          |
| Moc maksymalna (KM)             | 152 @ 5000-6000 rpm                                                     |
| Maksymalny moment obrotowy (Nm) | 229 @ 3500 rpm                                                          |
| Prędkość maksymalna (km/h)      | 206                                                                     |
| Przyśpieszenie 0–100 km/h (s)   | 6,9                                                                     |
| Zużycia paliwa na 100 km (l)    | Średnie – przy prędkości: 90 km/h – 6,6/ przy prędkości: 120 km/h – 9,2 |
| Zużycia paliwa na 100 km (l)    | Cykl miejski – 10,6/ max. 11,5                                          |
| Waga pojazdu (kg)               | 1070 (dane producenta)                                                  |